# Sarplaninac
Sarplaninac – rasa psa zaliczana do grupy molosów w typie górskim, wyhodowana w średniowieczu na Półwyspie Bałkańskim. Pierwotnym przeznaczeniem psów tej rasy było pilnowanie stad owiec.

## Rys historyczny
Pies pasterski z Szar Płaniny to starodawna rasa psów górskich blisko spokrewniona z owczarkiem kraskim. Od 1930 roku sarplaninac oficjalnie uznawany jest za odrębną rasę. Owczarki te były wykorzystywane do pilnowania stad przed drapieżnikami w południowo-wschodnim regionie byłej Jugosławii. Kiedyś psy te nazywano owczarkami iliryjskimi (w czasach rzymskich kraina ta nosiła nazwę Ilirii) i pod tą nazwą Międzynarodowa Federacja Kynologiczna zarejestrowała sarplaninaca w 1939 roku. W 1957 roku – na wniosek Związku Kynologicznego Jugosławii – zmieniono ją na „jugosłowiański pies pasterski z Szar Płaniny”.
Na obszarze Szar Płaniny psy te występowały najliczniej. Uważa się, że pochodzą one od dawnych molosów z Grecji i tureckich psów pilnujących stad. W czasie wojny w Bośni liczebność populacji została znacznie zredukowana, ale rasie nie grozi wymarcie. Jej przedstawicieli wywieziono do Ameryki Północnej.

## Klasyfikacja
W klasyfikacji FCI rasa ta została zaliczona do grupy II – Pinczery, sznaucery, molosy i szwajcarskie psy do bydła, sekcja 2.2 – Molosy typu górskiego. Nie podlega próbom pracy. W United Kennel Club rasa zarejestrowana została w 1995 roku w Guardian Dog Group.

## Wygląd
Z powodu masywnego kośćca i obfitej sierści psy te sprawiają wrażenie większych niż rzeczywiście są. Głowa jest mocna, uszy załamane, długi ogon noszony w kształcie szabli.

### Szata i umaszczenie
Maść jest jednolita, od białej po bardzo ciemną, stalowo szarą.

## Zachowanie i charakter
Czujne i zdecydowane. Psy te są trudne do ułożenia i niezależne, przyzwyczajone do samodzielnej pracy. Odporne na trudne warunki pogodowo-terenowe.

## Użytkowość

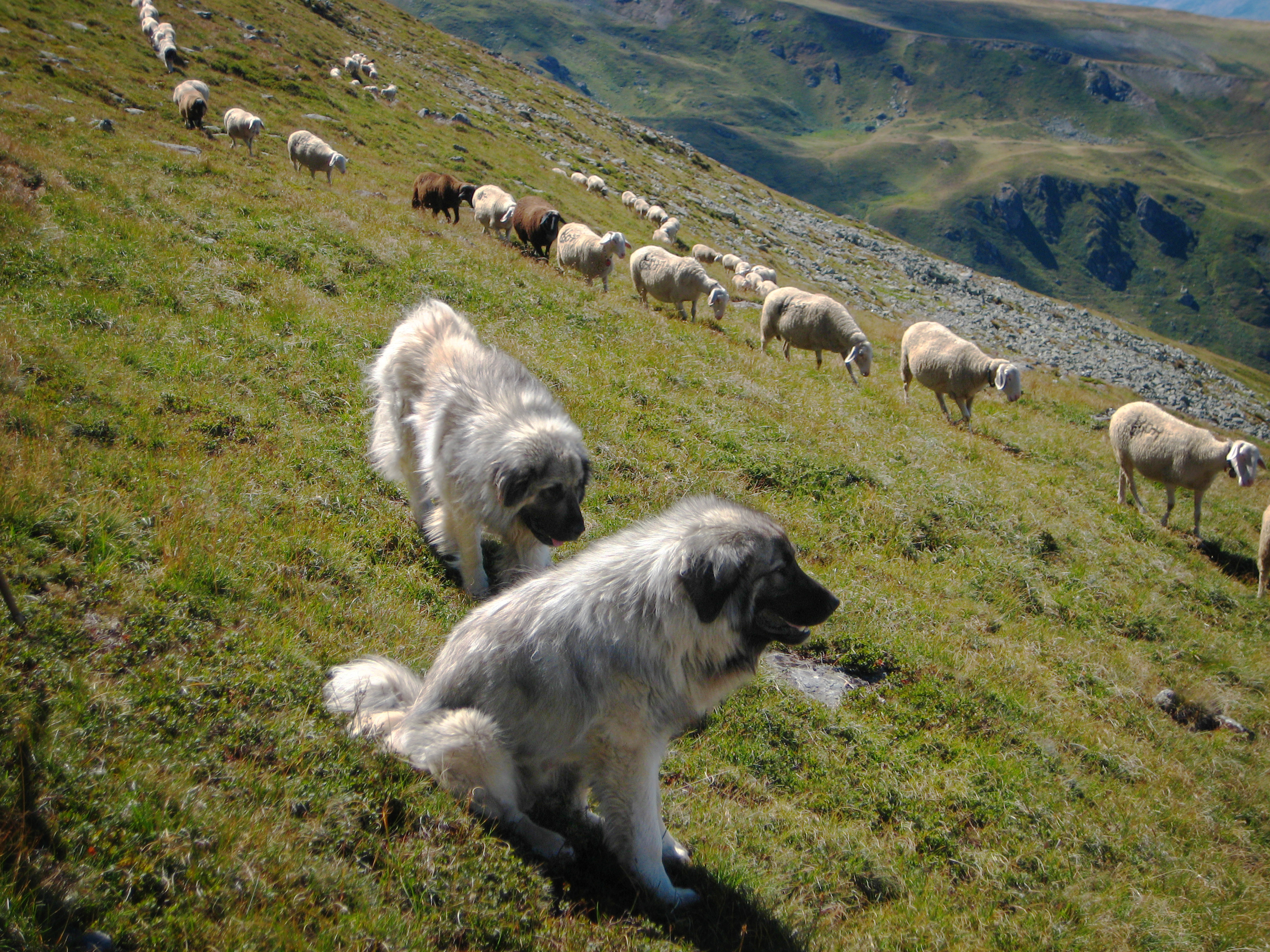
Psy pilnujące owiec w górach w pobliżu Kosowa

W rejonie pochodzenia psy tej rasy często jeszcze wykorzystywane są w tradycyjnej roli. Pod koniec XX wieku przedstawicieli tej rasy sprowadzono do Stanów Zjednoczonych, aby strzegły owiec przed kojotami.
Oczekiwana długość życia psów tej rasy wynosi 11–13 lat.